# Comorees voetbalelftal (mannen)
Het Comorees voetbalelftal is een team van voetballers dat de Comoren vertegenwoordigt bij internationale wedstrijden zoals de kwalificatiewedstrijden voor het WK en de Afrika Cup.
De Fédération Comorienne de Football werd in 1979 opgericht en is aangesloten bij de COSAFA, de CAF (sinds 2003) en de FIFA (sinds 2005). Het voetbalelftal behaalde in juni 2011 met de 164e plaats de hoogste positie op de FIFA-wereldranglijst, in december 2006 werd met de 207e plaats de laagste positie bereikt.
De Comoren speelden in 2007 voor het eerst kwalificatiewedstrijden voor het WK en het Afrikaans kampioenschap. Het speelde daartoe een dubbele ontmoeting tegen Madagaskar die eindigden in 2-6- en 0-4-nederlagen waardoor de Comoren direct waren uitgeschakeld.

## Deelnames aan internationale toernooien

### Wereldkampioenschap
| Overzicht Wereldkampioenschap voetbal | Overzicht Wereldkampioenschap voetbal | Overzicht Wereldkampioenschap voetbal | Overzicht Wereldkampioenschap voetbal | Overzicht Wereldkampioenschap voetbal | Overzicht Wereldkampioenschap voetbal | Overzicht Wereldkampioenschap voetbal | Overzicht Wereldkampioenschap voetbal | Overzicht Wereldkampioenschap voetbal |
| Jaar                                  | Ronde                                 | Wed.                                  | W                                     | G                                     | V                                     | DV                                    | DT                                    |                                       |
| ------------------------------------- | ------------------------------------- | ------------------------------------- | ------------------------------------- | ------------------------------------- | ------------------------------------- | ------------------------------------- | ------------------------------------- | ------------------------------------- |
| 1930–1974                             | Deel van Frankrijk                    | Deel van Frankrijk                    | Deel van Frankrijk                    | Deel van Frankrijk                    | Deel van Frankrijk                    | Deel van Frankrijk                    | Deel van Frankrijk                    | Deel van Frankrijk                    |
| 1978–2006                             | Geen deelname                         | Geen deelname                         | Geen deelname                         | Geen deelname                         | Geen deelname                         | Geen deelname                         | Geen deelname                         | Geen deelname                         |
| 2010                                  | Niet gekwalificeerd                   | Niet gekwalificeerd                   | Niet gekwalificeerd                   | Niet gekwalificeerd                   | Niet gekwalificeerd                   | Niet gekwalificeerd                   | Niet gekwalificeerd                   | Niet gekwalificeerd                   |
| 2014                                  | Niet gekwalificeerd                   | Niet gekwalificeerd                   | Niet gekwalificeerd                   | Niet gekwalificeerd                   | Niet gekwalificeerd                   | Niet gekwalificeerd                   | Niet gekwalificeerd                   | Niet gekwalificeerd                   |
| 2018                                  | Niet gekwalificeerd                   | Niet gekwalificeerd                   | Niet gekwalificeerd                   | Niet gekwalificeerd                   | Niet gekwalificeerd                   | Niet gekwalificeerd                   | Niet gekwalificeerd                   | Niet gekwalificeerd                   |
| 2022                                  | Niet gekwalificeerd                   | Niet gekwalificeerd                   | Niet gekwalificeerd                   | Niet gekwalificeerd                   | Niet gekwalificeerd                   | Niet gekwalificeerd                   | Niet gekwalificeerd                   | Niet gekwalificeerd                   |
| 2026                                  | kwalificatie                          | kwalificatie                          | kwalificatie                          | kwalificatie                          | kwalificatie                          | kwalificatie                          | kwalificatie                          | kwalificatie                          |

### Afrikaans kampioenschap
| Overzicht Afrikaans kampioenschap | Overzicht Afrikaans kampioenschap | Overzicht Afrikaans kampioenschap | Overzicht Afrikaans kampioenschap | Overzicht Afrikaans kampioenschap | Overzicht Afrikaans kampioenschap | Overzicht Afrikaans kampioenschap | Overzicht Afrikaans kampioenschap | Overzicht Afrikaans kampioenschap |
| Jaar                              | Ronde                             | Wed.                              | W                                 | G                                 | V                                 | DV                                | DT                                | Kwal                              |
| --------------------------------- | --------------------------------- | --------------------------------- | --------------------------------- | --------------------------------- | --------------------------------- | --------------------------------- | --------------------------------- | --------------------------------- |
| 1957–1974                         | Deel van Frankrijk                | Deel van Frankrijk                | Deel van Frankrijk                | Deel van Frankrijk                | Deel van Frankrijk                | Deel van Frankrijk                | Deel van Frankrijk                | Deel van Frankrijk                |
| 1976–2008                         | Geen deelname                     | Geen deelname                     | Geen deelname                     | Geen deelname                     | Geen deelname                     | Geen deelname                     | Geen deelname                     | Geen deelname                     |
| 2010                              | Niet gekwalificeerd               | Niet gekwalificeerd               | Niet gekwalificeerd               | Niet gekwalificeerd               | Niet gekwalificeerd               | Niet gekwalificeerd               | Niet gekwalificeerd               | Niet gekwalificeerd               |
| 2012                              | Niet gekwalificeerd               | Niet gekwalificeerd               | Niet gekwalificeerd               | Niet gekwalificeerd               | Niet gekwalificeerd               | Niet gekwalificeerd               | Niet gekwalificeerd               | Niet gekwalificeerd               |
| 2013                              | Geen deelname                     | Geen deelname                     | Geen deelname                     | Geen deelname                     | Geen deelname                     | Geen deelname                     | Geen deelname                     | Geen deelname                     |
| 2015                              | Niet gekwalificeerd               | Niet gekwalificeerd               | Niet gekwalificeerd               | Niet gekwalificeerd               | Niet gekwalificeerd               | Niet gekwalificeerd               | Niet gekwalificeerd               | Niet gekwalificeerd               |
| 2017                              | Niet gekwalificeerd               | Niet gekwalificeerd               | Niet gekwalificeerd               | Niet gekwalificeerd               | Niet gekwalificeerd               | Niet gekwalificeerd               | Niet gekwalificeerd               | Niet gekwalificeerd               |
| 2019                              | Niet gekwalificeerd               | Niet gekwalificeerd               | Niet gekwalificeerd               | Niet gekwalificeerd               | Niet gekwalificeerd               | Niet gekwalificeerd               | Niet gekwalificeerd               | Niet gekwalificeerd               |
| 2021                              | Achtste finale                    | 4                                 | 1                                 | 0                                 | 3                                 | 4                                 | 7                                 | (Kwal.)                           |
| 2023                              | Niet gekwalificeerd               | Niet gekwalificeerd               | Niet gekwalificeerd               | Niet gekwalificeerd               | Niet gekwalificeerd               | Niet gekwalificeerd               | Niet gekwalificeerd               | Niet gekwalificeerd               |
| 2025                              |                                   |                                   |                                   |                                   |                                   |                                   |                                   | (Kwal.)                           |

### African Championship of Nations
| Overzicht African Championship of Nations | Overzicht African Championship of Nations | Overzicht African Championship of Nations | Overzicht African Championship of Nations | Overzicht African Championship of Nations | Overzicht African Championship of Nations | Overzicht African Championship of Nations | Overzicht African Championship of Nations | Overzicht African Championship of Nations |
| Jaar                                      | Ronde                                     | Wed.                                      | W                                         | G                                         | V                                         | DV                                        | DT                                        |                                           |
| ----------------------------------------- | ----------------------------------------- | ----------------------------------------- | ----------------------------------------- | ----------------------------------------- | ----------------------------------------- | ----------------------------------------- | ----------------------------------------- | ----------------------------------------- |
| 2009–2011                                 | Geen deelname                             | Geen deelname                             | Geen deelname                             | Geen deelname                             | Geen deelname                             | Geen deelname                             | Geen deelname                             | Geen deelname                             |
| 2014                                      | Niet gekwalificeerd                       | Niet gekwalificeerd                       | Niet gekwalificeerd                       | Niet gekwalificeerd                       | Niet gekwalificeerd                       | Niet gekwalificeerd                       | Niet gekwalificeerd                       | Niet gekwalificeerd                       |
| 2016                                      | Niet gekwalificeerd                       | Niet gekwalificeerd                       | Niet gekwalificeerd                       | Niet gekwalificeerd                       | Niet gekwalificeerd                       | Niet gekwalificeerd                       | Niet gekwalificeerd                       | Niet gekwalificeerd                       |
| 2018                                      | Niet gekwalificeerd                       | Niet gekwalificeerd                       | Niet gekwalificeerd                       | Niet gekwalificeerd                       | Niet gekwalificeerd                       | Niet gekwalificeerd                       | Niet gekwalificeerd                       | Niet gekwalificeerd                       |
| 2020                                      | Niet gekwalificeerd                       | Niet gekwalificeerd                       | Niet gekwalificeerd                       | Niet gekwalificeerd                       | Niet gekwalificeerd                       | Niet gekwalificeerd                       | Niet gekwalificeerd                       | Niet gekwalificeerd                       |
| 2022                                      | Niet gekwalificeerd                       | Niet gekwalificeerd                       | Niet gekwalificeerd                       | Niet gekwalificeerd                       | Niet gekwalificeerd                       | Niet gekwalificeerd                       | Niet gekwalificeerd                       | Niet gekwalificeerd                       |

### COSAFA Cup
| Overzicht COSAFA Cup | Overzicht COSAFA Cup | Overzicht COSAFA Cup | Overzicht COSAFA Cup | Overzicht COSAFA Cup | Overzicht COSAFA Cup | Overzicht COSAFA Cup | Overzicht COSAFA Cup | Overzicht COSAFA Cup |
| Jaar                 | Ronde                | Wed.                 | W                    | G                    | V                    | DV                   | DT                   |                      |
| -------------------- | -------------------- | -------------------- | -------------------- | -------------------- | -------------------- | -------------------- | -------------------- | -------------------- |
| 1997–2007            | Geen deelname        | Geen deelname        | Geen deelname        | Geen deelname        | Geen deelname        | Geen deelname        | Geen deelname        |                      |
| 2008                 | Groepsfase           | 3                    | 0                    | 0                    | 3                    | 0                    | 5                    |                      |
| 2009                 | Groepsfase           | 3                    | 1                    | 1                    | 1                    | 2                    | 4                    |                      |
| 2013–2017            | Geen deelname        | Geen deelname        | Geen deelname        | Geen deelname        | Geen deelname        | Geen deelname        | Geen deelname        |                      |
| 2018                 | Groepsfase           | 3                    | 0                    | 1                    | 2                    | 1                    | 5                    |                      |
| 2019                 | Verliezersronde      | 4                    | 1                    | 2                    | 1                    | 5                    | 6                    |                      |
| 2022                 | Groepsfase           | 3                    | 1                    | 0                    | 2                    | 3                    | 5                    |                      |
| 2023                 | Groepsfase           | 3                    | 1                    | 0                    | 2                    | 4                    | 4                    |                      |
| 2024                 | Vierde               | 5                    | 2                    | 1                    | 2                    | 6                    | 5                    |                      |
| 2025                 | Derde                | 4                    | 2                    | 1                    | 1                    | 3                    | 3                    |                      |

### Arab Nations Cup
| Overzicht Arab Nations Cup | Overzicht Arab Nations Cup | Overzicht Arab Nations Cup | Overzicht Arab Nations Cup | Overzicht Arab Nations Cup | Overzicht Arab Nations Cup | Overzicht Arab Nations Cup | Overzicht Arab Nations Cup | Overzicht Arab Nations Cup |
| Jaar                       | Ronde                      | Wed.                       | W                          | G                          | V                          | DV                         | DT                         |                            |
| -------------------------- | -------------------------- | -------------------------- | -------------------------- | -------------------------- | -------------------------- | -------------------------- | -------------------------- | -------------------------- |
| 1963–1966                  | Deel van Frankrijk         | Deel van Frankrijk         | Deel van Frankrijk         | Deel van Frankrijk         | Deel van Frankrijk         | Deel van Frankrijk         | Deel van Frankrijk         | Deel van Frankrijk         |
| 1985–1992                  | Geen deelame               | Geen deelame               | Geen deelame               | Geen deelame               | Geen deelame               | Geen deelame               | Geen deelame               | Geen deelame               |
| 1998                       | Teruggetrokken             | Teruggetrokken             | Teruggetrokken             | Teruggetrokken             | Teruggetrokken             | Teruggetrokken             | Teruggetrokken             | Teruggetrokken             |
| 2002                       | Geen deelname              | Geen deelname              | Geen deelname              | Geen deelname              | Geen deelname              | Geen deelname              | Geen deelname              | Geen deelname              |
| 2009                       | Niet gekwalificeerd        | Niet gekwalificeerd        | Niet gekwalificeerd        | Niet gekwalificeerd        | Niet gekwalificeerd        | Niet gekwalificeerd        | Niet gekwalificeerd        | Niet gekwalificeerd        |
| 2012                       | Geen deelname              | Geen deelname              | Geen deelname              | Geen deelname              | Geen deelname              | Geen deelname              | Geen deelname              | Geen deelname              |
| Overzicht FIFA Arab Cup    |                            |                            |                            |                            |                            |                            |                            |                            |
| 2021                       | Kwalificatieronde          | 1                          | 0                          | 0                          | 1                          | 1                          | 5                          |                            |

## FIFA-wereldranglijst[3]
| 2006 | 2007 | 2008 | 2009 | 2010 | 2011 | 2012 | 2013 | 2014 | 2015 | 2016 | 2017 | 2018 | 2019 | 2020 |
| ---- | ---- | ---- | ---- | ---- | ---- | ---- | ---- | ---- | ---- | ---- | ---- | ---- | ---- | ---- |
| 207  | 187  | 198  | 176  | 186  | 187  | 194  | 198  | 173  | 172  | 140  | 131  | 143  | 133  | 130  |

FCF · Comorees vrouwenelftal

Interlands
Tegenstander:
Angola ·
Botswana ·
Burkina Faso ·
Burundi ·
Centraal-Afrikaanse Republiek ·
Djibouti ·
Egypte ·
Ethiopië ·
Gabon ·
Gambia ·
Ghana ·
Guinee ·
Ivoorkust ·
Jemen ·
Kaapverdië ·
Kameroen ·
Kenia ·
Kosovo ·
Lesotho ·
Libië ·
Madagaskar ·
Malawi ·
Malediven ·
Mali ·
Marokko ·
Mauritanië ·
Mauritius ·
Mozambique ·
Namibië ·
Oeganda ·
Palestina ·
Seychellen ·
Sierra Leone ·
Swaziland ·
Togo ·
Tsjaad ·
Tunesië ·
Zambia ·
Zimbabwe ·
Zuid-Afrika